# Liste des sélectionnés en équipe de Géorgie de rugby à XV
La liste des joueurs sélectionnés en équipe de Géorgie de rugby à XV comprend 313 joueurs au 24 juillet 2025, le dernier étant Demur Epremidze, retenu pour la première fois en équipe nationale le 19 juillet 2025 contre l'Afrique du Sud. Le premier Géorgien sélectionné est Zaza Bakuradze à l'occasion du tout premier match de l'histoire de la Géorgie, joué le 12 septembre 1989 contre le Zimbabwe à Koutaïssi. L'ordre établi prend en compte la date de la première sélection, puis la qualité de titulaire ou remplaçant et enfin l'ordre alphabétique.

## 1 à 100
| Nom                       | No  | Première sélection                                | Dernière sélection                            | Matchs | Points |
| ------------------------- | --- | ------------------------------------------------- | --------------------------------------------- | ------ | ------ |
| Zaza Bakuradze            | 1   | le 12 septembre 1989 contre le Zimbabwe           | le 27 mai 1993 contre le Portugal             | 7      | 0      |
| David Dzagnidze           | 2   | le 12 septembre 1989 contre le Zimbabwe           | ?                                             |        |        |
| Davit Ghudushauri         | 3   | le 12 septembre 1989 contre le Zimbabwe           | le 24 novembre 1991 contre l'Ukraine          | 3      | 0      |
| Giorgi Guiunashvili       | 4   | le 12 septembre 1989 contre le Zimbabwe           | le 19 avril 1997 contre le Portugal           | 13     | 9      |
| Alex Isakadze             | 5   | le 12 septembre 1989 contre le Zimbabwe           | ?                                             |        |        |
| Barthlome Khamashuridze   | 6   | le 12 septembre 1989 contre le Zimbabwe           | ?                                             |        |        |
| Nurbi-Tamaz Khuade        | 7   | le 12 septembre 1989 contre le Zimbabwe           | le 15 octobre 1995 contre l'Allemagne         | 10     | 0      |
| Alexander Khvedelidze     | 8   | le 12 septembre 1989 contre le Zimbabwe           | ?                                             |        |        |
| Beso Liluashvili          | 9   | le 12 septembre 1989 contre le Zimbabwe           | ?                                             |        |        |
| Oleg Liparteliani         | 10  | le 12 septembre 1989 contre le Zimbabwe           | ?                                             |        |        |
| Mamuka Losaberidze        | 11  | le 12 septembre 1989 contre le Zimbabwe           | le 12 septembre 1989 contre le Zimbabwe       | 1      | 0      |
| Tamaz Pkhakadze           | 12  | le 12 septembre 1989 contre le Zimbabwe           | ?                                             |        |        |
| Vano Satseradze           | 13  | le 12 septembre 1989 contre le Zimbabwe           | le 19 juillet 1992 contre la Lettonie         | 6      | 0      |
| Malkhaz Tcheishvili       | 14  | le 12 septembre 1989 contre le Zimbabwe           | ?                                             |        |        |
| Tenguiz Turdzeladze       | 15  | le 12 septembre 1989 contre le Zimbabwe           | le 24 novembre 1995 contre les Pays-Bas       | 6      | 0      |
| Kakha Machitidze          | 16  | le 12 septembre 1989 contre le Zimbabwe           | le 28 mars 1999 contre les Tonga              | 18     | 63     |
| Tamaz Odisharia           | 17  | le 12 septembre 1989 contre le Zimbabwe           | le 3 avril 1994 contre le Kazakhstan          | 2      | 0      |
| Guela Pirtskhalava        | 18  | le 12 septembre 1989 contre le Zimbabwe           | le 10 mai 1997 contre la Pologne              | 6      | 5      |
| Emzar Gueguchadze         | 19  | le 14 avril 1990 contre le Zimbabwe               | ?                                             |        |        |
| Kakha Guiunashvili        | 20  | le 14 avril 1990 contre le Zimbabwe               | le 19 juillet 1992 contre la Lettonie         | 7      | 0      |
| Merab Marjanishvili       | 21  | le 14 avril 1990 contre le Zimbabwe               | le 31 octobre 1993 contre le Luxembourg       | 8      | 8      |
| Sasha Natchqebia          | 22  | le 14 avril 1990 contre le Zimbabwe               | ?                                             |        |        |
| Badri Shvanguiradze       | 23  | le 14 avril 1990 contre le Zimbabwe               | ?                                             |        |        |
| Davit Chavleishvili       | 24  | le 14 avril 1990 contre le Zimbabwe               | le 31 octobre 1993 contre le Luxembourg       | 7      | 22     |
| Gia Rapava                | 25  | le 21 avril 1990 contre le Zimbabwe               | ?                                             |        |        |
| Merab Besselia            | 26  | le 21 novembre 1991 contre l'Ukraine              | le 19 avril 1997 contre le Portugal           | 5      | 0      |
| Mamuka Gagnidze           | 27  | le 21 novembre 1991 contre l'Ukraine              | le 24 novembre 1991 contre l'Ukraine          | 2      | 0      |
| Igor Kerauli              | 28  | le 21 novembre 1991 contre l'Ukraine              | le 15 juillet 1992 contre l'Ukraine           | 4      | 0      |
| Michael Kharshiladze      | 29  | le 21 novembre 1991 contre l'Ukraine              | ?                                             |        |        |
| Guia Peradze              | 30  | le 21 novembre 1991 contre l'Ukraine              | ?                                             |        |        |
| Tenguiz Tavadze           | 31  | le 21 novembre 1991 contre l'Ukraine              | le 24 novembre 1991 contre l'Ukraine          | 2      | 0      |
| Davit Vartaniani          | 32  | le 21 novembre 1991 contre l'Ukraine              | le 2 avril 2000 contre la Roumanie            | 9      | 0      |
| Lasha Vashadze            | 33  | le 21 novembre 1991 contre l'Ukraine              | ?                                             |        |        |
| Shavleg Janelidze         | 34  | le 21 novembre 1991 contre l'Ukraine              | ?                                             |        |        |
| Irakli Lezhava            | 35  | le 21 novembre 1991 contre l'Ukraine              | le 23 mars 1995 contre la Bulgarie            | 4      | 11     |
| Victor Didebulidze        | 36  | le 24 novembre 1991 contre l'Ukraine              | le 30 septembre 2007 contre la France         | 45     | 25     |
| Spiridon Liparteliani     | 37  | le 24 novembre 1991 contre l'Ukraine              | le 12 avril 1996 contre la République Tchèque | 4      | 5      |
| Niko Iurini               | 38  | le 24 novembre 1991 contre l'Ukraine              | le 2 avril 2000 contre la Roumanie            | 17     | 53     |
| Zaza Lezhava              | 39  | le 24 novembre 1991 contre l'Ukraine              | le 28 mars 1999 contre les Tonga              | 12     | 0      |
| Mevlud Mtiulishvili       | 40  | le 24 novembre 1991 contre l'Ukraine              | le 27 mars 2004 contre la Roumanie            | 30     | 0      |
| Guga Babunashvili         | 41  | le 13 juillet 1992 contre l'Ukraine               | le 12 avril 1996 contre la République Tchèque | 7      | 0      |
| Emzar Dzagnidze           | 42  | le 13 juillet 1992 contre l'Ukraine               | le 14 novembre 1998 contre l'Irlande          | 10     | 8      |
| Aleko Ghibradze           | 43  | le 13 juillet 1992 contre l'Ukraine               | le 12 avril 1996 contre la République Tchèque | 8      | 0      |
| Revaz Japarashvili        | 44  | le 13 juillet 1992 contre l'Ukraine               | le 19 avril 1997 contre le Portugal           | 7      | 0      |
| Niko Natroshvili          | 45  | le 13 juillet 1992 contre l'Ukraine               | ?                                             |        |        |
| Paata Svanidze            | 46  | le 13 juillet 1992 contre l'Ukraine               | ?                                             |        |        |
| Demir Dzneladze           | 47  | le 13 juillet 1992 contre l'Ukraine               | le 3 avril 1994 contre le Kazakhstan          | 4      | 0      |
| Levan Mgueladze           | 48  | le 13 juillet 1992 contre l'Ukraine               | ?                                             |        |        |
| Giorgi Beriashvili        | 49  | le 25 mai 1993 contre la Russie                   | le 15 octobre 1995 contre l'Allemagne         | 3      | 0      |
| Kote Jintcharadze         | 50  | le 25 mai 1993 contre la Russie                   | le 20 février 2000 contre le Maroc            | 4      | 0      |
| Dimitri Oboladze          | 51  | le 25 mai 1993 contre la Russie                   | ?                                             |        |        |
| Davit Iobidze             | 52  | le 25 mai 1993 contre la Russie                   | ?                                             |        |        |
| Irakli Chikava            | 53  | le 27 mai 1993 contre la Pologne                  | le 14 novembre 1998 contre l'Irlande          | 10     | 5      |
| Kakha Alania              | 54  | le 31 octobre 1993 contre le Luxembourg           | le 22 février 2004 contre l'Espagne           | 25     | 0      |
| Elguja Iovadze            | 55  | le 31 octobre 1993 contre le Luxembourg           | le 28 septembre 2002 contre l'Irlande         | 14     | 15     |
| Zaza Khutsishvili         | 56  | le 31 octobre 1993 contre le Luxembourg           | le 20 mai 1998 contre la Russie               | 7      | 0      |
| Akaki Matchutadze         | 57  | le 31 octobre 1993 contre le Luxembourg           | le 18 octobre 1997 contre le Danemark         | 8      | 5      |
| Paata Tqabladze           | 58  | le 31 octobre 1993 contre le Luxembourg           | le 23 mars 1995 contre la Bulgarie            | 2      | 0      |
| Tikhon Khakhaleishvili    | 59  | le 3 avril 1994 contre le Kazakhstan              | le 3 avril 1994 contre le Kazakhstan          | 1      | 0      |
| Shota Modebadze           | 60  | le 3 avril 1994 contre le Kazakhstan              | le 6 avril 2002 contre la Roumanie            | 24     | 62     |
| Vano Nadiradze (en)       | 61  | le 3 avril 1994 contre le Kazakhstan              | le 19 octobre 2003 contre les Samoa           | 34     | 15     |
| Soso Partsikanashvili     | 62  | le 3 avril 1994 contre le Kazakhstan              | le 20 février 2000 contre le Maroc            | 9      | 0      |
| Paata Saneblidze          | 63  | le 3 avril 1994 contre le Kazakhstan              | le 3 avril 1994 contre le Kazakhstan          | 1      | 0      |
| Irakli Sikharulidze       | 64  | le 3 avril 1994 contre le Kazakhstan              | le 3 avril 1994 contre le Kazakhstan          | 1      | 0      |
| Levan Tsabadze            | 65  | le 3 avril 1994 contre le Kazakhstan              | le 13 octobre 2002 contre la Russie           | 33     | 50     |
| Mikheil Chachua           | 66  | le 3 avril 1994 contre le Kazakhstan              | le 3 avril 1994 contre le Kazakhstan          | 1      | 0      |
| Zviad Liparteliani        | 67  | le 3 avril 1994 contre le Kazakhstan              | le 24 novembre 1995 contre les Pays-Bas       | 6      | 10     |
| Levan Chikvinidze         | 68  | le 4 juin 1994 contre la Suisse                   | le 19 avril 1997 contre le Portugal           | 8      | 0      |
| Archil Kavtarashvili (en) | 69  | le 4 juin 1994 contre la Suisse                   | le 28 octobre 2003 contre l'Uruguay           | 21     | 50     |
| Emzar Shanidze            | 70  | le 4 juin 1994 contre la Suisse                   | ?                                             |        |        |
| Vakho Tskitishvili        | 71  | le 4 juin 1994 contre la Suisse                   | le 25 mars 1995 contre la Moldavie            | 3      | 0      |
| Pavle Jimsheladze         | 72  | le 23 mars 1995 contre la Bulgarie                | le 11 septembre 2007 contre l'Argentine       | 57     | 320    |
| Giorgi Kakhiani           | 73  | le 23 mars 1995 contre la Bulgarie                | le 25 mars 1995 conter la Moldavie            | 2      | 0      |
| Nugzar Mgueladze          | 74  | le 23 mars 1995 contre la Bulgarie                | le 10 mai 1997 contre la Pologne              | 4      | 0      |
| Zurab Mtchedlishvili      | 75  | le 25 mars 1995 contre la Moldavie                | le 30 septembre 2007                          | 45     | 20     |
| Paata Dzotsenidze         | 76  | le 15 octobre 1995 contre l'Allemagne             | ?                                             |        |        |
| Kakha Kobakhidze          | 77  | le 15 octobre 1995 contre l'Allemagne             | le 26 janvier 2000 contre l'Italie XV (en)    | 11     | 13     |
| Zurab Rekhviashvili       | 78  | le 24 novembre 1995 contre les Pays Bas           | le 10 mai 1997 contre la Pologne              | 3      | 0      |
| Beso Tepnadze             | 79  | le 24 novembre 1995 contre les Pays Bas           | le 6 mars 1999 contre les Tonga               | 6      | 0      |
| Akvsenti Giorgadze        | 80  | le 12 avril 1996 contre la République Tchèque     | le 2 octobre 2011 contre l'Argentine          | 64     | 60     |
| Sandro Sakandelidze       | 81  | le 12 avril 1996 contre la République Tchèque     | le 3 mai 1998 contre l'Ukraine                | 2      | 0      |
| Giorgi Buguianishvili     | 82  | le 22 septembre 1996 contre la République Tchèque | le 3 mars 2002 contre la Russie               | 14     | 5      |
| Grigol Labadze            | 83  | le 22 septembre 1996 contre la République Tchèque | le 23 juin 2012 contre le Canada              | 67     | 60     |
| Vasil Katsadze            | 84  | le 10 mai 1997 contre la Pologne                  | le 26 février 2005 contre l'Ukraine           | 34     | 40     |
| Rati Urushadze (en)       | 85  | le 10 mai 1997 contre la Pologne                  | le 20 novembre 2009 l'Italie A                | 41     | 25     |
| Nono Andghuladze          | 86  | le 10 mai 1997 contre la Pologne                  | le 27 mai 2004 contre la Roumanie             | 11     | 5      |
| Sandro Chkhenkeli         | 87  | le 10 mai 1997 contre la Pologne                  | le 10 mai 1997 contre la Pologne              | 1      | 0      |
| Nika Abdaladze            | 88  | le 12 octobre 1997 contre la Croatie              | le 18 octobre 1997 contre le Danemark         | 2      | 0      |
| Malkhaz Urjukashvili      | 89  | le 12 octobre 1997 contre la Croatie              | le 2 octobre 2011 contre la Nouvelle-Zélande  | 70     | 320    |
| Levan Javelidze           | 90  | le 12 octobre 1997 contre la Croatie              | le 17 mars 2007 contre l'Irlande              | 11     | 5      |
| Archil Kobakhidze         | 91  | le 12 octobre 1997 contre la Croatie              | le 14 novembre 1998 contre l'Irlande          | 2      | 0      |
| Ilia Maissuradze          | 92  | le 12 octobre 1997 contre la Croatie              | le 30 septembre 2007 contre la France         | 21     | 5      |
| Bessik Khamashuridze (en) | 93  | le 11 avril 1998 contre l'Italie                  | le 19 juin 2011 contre la Namibie             | 61     | 75     |
| Vassil Abashidze          | 94  | le 11 avril 1998 contre l'Italie                  | le 14 mai 2006 contre le Japon                | 15     | 15     |
| Niko Tchavtchavadze       | 95  | le 11 avril 1998 contre l'Italie                  | le 6 novembre 2004 contre le Chili            | 6      | 0      |
| Alexi Gusharashvili       | 96  | le 3 mai 1998 contre l'Ukraine                    | le 3 mai 1998 contre l'Ukraine                | 1      | 0      |
| Davit Ashvetia            | 97  | le 3 mai 1998 contre l'Ukraine                    | le 17 mars 2007 contre l'Espagne              | 4      | 0      |
| Mamuka Magrakvelidze      | 98  | le 3 mai 1998 contre l'Ukraine                    | le 30 septembre 2007 contre la France         | 20     | 10     |
| Soso Sultanishvili        | 99  | le 3 mai 1998 contre l'Ukraine                    | le 3 mai 1998 contre l'Ukraine                | 1      | 0      |
| Soso Tskhavediani         | 100 | le 3 mai 1998 contre l'Ukraine                    | le 3 mai 1998 contre l'Ukraine                | 1      | 0      |

## 101 à 200
| Nom                      | No  | Première sélection                                 | Dernière sélection                                | Matchs | Points |
| ------------------------ | --- | -------------------------------------------------- | ------------------------------------------------- | ------ | ------ |
| Goderdzi Shvelidze       | 101 | le 14 novembre 1998 contre l'Irlande               | le 2 octobre 2011 contre l'Argentine              | 64     | 35     |
| Ilia Zedguinidze         | 102 | le 14 novembre 1998 contre l'Irlande               | le 2 octobre 2011 contre l'Argentine              | 66     | 65     |
| Irakli Guiorkhalidze     | 103 | le 18 novembre 1998 contre la Roumanie             | le 28 mars 1999 contre les Tonga                  | 3      | 0      |
| Badri Khekhelashvili     | 104 | le 6 mars 1999 contre les Tonga                    | le 22 février 2004 contre l'Espagne               | 26     | 25     |
| Sandro Essakia           | 105 | le 6 mars 1999 contre les Tonga                    | le 27 mars 2004 contre la Roumanie                | 8      | 0      |
| Soso Nikolaenko          | 106 | le 6 mars 1999 contre les Tonga                    | le 28 octobre 2003 contre l'Uruguay               | 15     | 0      |
| Irakli Abuseridze        | 107 | le 26 janvier 2000 contre l'Italie XV              | le 9 mars 2013 contre l'Espagne                   | 85     | 40     |
| David Bolgashvili        | 108 | le 26 janvier 2000 contre l'Italie XV              | le 16 juin 2010 contre l'Italie A                 | 30     | 25     |
| Sandro Mtchelishvili     | 109 | le 26 janvier 2000 contre l'Italie XV              | le 29 mars 2008 contre la Tchéquie                | 5      | 5      |
| Tariel Ratianidze        | 110 | le 26 janvier 2000 contre l'Italie XV              | le 30 mars 2003 contre la Roumanie                | 17     | 0      |
| Tedo Zibzibadze          | 111 | le 26 janvier 2000 contre l'Italie XV              | le 18 juin 2014 contre les Jaguars d'Argentine    | 77     | 115    |
| Davit Baranidze          | 112 | le 19 mars 2000 contre les Pays-Bas                | le 19 mars 2000 contre les Pays-Bas               | 1      | 0      |
| Grégoire Yachvili        | 113 | le 4 février 2001 contre les Pays-Bas              | le 28 octobre 2003 contre l'Uruguay               | 12     | 10     |
| Besso Udessiani          | 114 | le 18 mars 2001 contre l'Espagne                   | le 5 février 2011 contre l'Ukraine                | 42     | 40     |
| Irakli Giorgadze         | 115 | le 10 novembre 2001 contre la France universitaire | le 10 juin 2011 contre les Kings d'Afrique du Sud | 41     | 16     |
| Shalva Papashvili        | 116 | le 18 novembre 2001 contre l'Afrique du Sud A      | le 17 mars 2007 contre l'Espagne                  | 6      | 0      |
| Georgi Chkhaidze         | 117 | le 3 février 2002 contre les Pays-Bas              | le 25 novembre 2017 contre les États-Unis         | 100    | 35     |
| Irakli Machkhaneli       | 118 | le 3 février 2002 contre les Pays-Bas              | le 8 novembre 2014 contre les Tonga               | 73     | 115    |
| Otar Eloshvili           | 119 | le 3 février 2002 contre les Pays-Bas              | le 30 septembre 2007 contre la France             | 11     | 10     |
| Kakha Uchava             | 120 | le 24 mars 2002 contre l'Espagne                   | le 20 juin 2010 contre la Namibie                 | 19     | 2      |
| Boba Kvinikhidze         | 121 | le 6 avril 2002 contre la Roumanie                 | le 12 novembre 2005 contre le Chili               | 6      | 43     |
| Otar Barkalaia (en)      | 122 | le 28 septembre 2002 contre l'Irlande              | le 14 mars 2009 contre la Roumanie                | 37     | 49     |
| Irakli Gundishvili       | 123 | le 28 septembre 2002 contre l'Irlande              | le 21 septembre 2009 contre les Etats-Unis        | 10     | 10     |
| Giorgi Elizbarashvili    | 124 | le 13 octobre 2002 contre la Russie                | le 14 juin 2009 contre l'Irlande A (en)           | 18     | 2      |
| Merab Kvirikashvili      | 125 | le 16 février 2003 contre le Portugal              | le 24 novembre 2018 contre les Tonga              | 115    | 840    |
| Zviad Matiashvili        | 126 | le 22 février 2003 contre l'Espagne                | le 12 novembre 2005 contre le Chili               | 2      | 0      |
| Mamuka Gorgodze          | 127 | le 22 février 2003 contre l'Espagne                | le 11 octobre 2019 contre l'Australie             | 75     | 135    |
| Davit Khinchagishvili    | 128 | le 22 février 2003 contre l'Espagne                | le 16 novembre 2013 contre les États-Unis         | 44     | 20     |
| Avto Kopaliani           | 129 | le 6 septembre 2003 contre l'Italie                | le 30 septembre 2007 contre la France             | 23     | 10     |
| Aleko Margvelashvili     | 130 | le 6 septembre 2003 contre l'Italie                | le 24 octobre 2003 contre l'Afrique du Sud        | 4      | 0      |
| David Dadunashvili       | 131 | le 6 septembre 2003 contre l'Italie                | le 20 juin 2010 contre la Namibie                 | 29     | 45     |
| Gocha Khonelidze         | 132 | le 6 septembre 2003 contre l'Italie                | le 24 octobre 2003 contre l'Afrique du Sud        | 2      | 0      |
| Davit Kiknadze           | 133 | le 6 septembre 2003 contre l'Italie                | le 26 février 2005 contre l'Ukraine               | 4      | 16     |
| Irakli Modebadze         | 134 | le 6 septembre 2003 contre l'Italie                | le 22 février 2004 contre l'Espagne               | 4      | 0      |
| Sergo Gujaraidze         | 135 | le 24 octobre 2003 contre l'Afrique du Sud         | le 28 octobre 2003 contre l'Uruguay               | 2      | 0      |
| George Tsiklauri         | 136 | le 24 octobre 2003 contre l'Afrique du Sud         | le 28 octobre 2003 contre l'Uruguay               | 2      | 0      |
| Levan Ghvaberidze        | 137 | le 14 février 2004 contre le Portugal              | le 14 février 2004 contre le Portugal             | 1      | 0      |
| Zviad Maissuradze (en)   | 138 | le 14 février 2004 contre le Portugal              | le 16 juin 2012 contre les États-Unis             | 32     | 30     |
| Bidzina Samkharadze (en) | 139 | le 14 février 2004 contre le Portugal              | le 23 juin 2012 contre le Canada                  | 38     | 30     |
| Giorgi Kutarashvili      | 140 | le 14 février 2004 contre le Portugal              | le 7 octobre 2006 contre la Roumanie              | 11     | 0      |
| Micha Sujashvili         | 141 | le 14 février 2004 contre le Portugal              | le 10 juin 2006 contre la République Tchèque      | 11     | 5      |
| David Gasviani           | 142 | le 22 février 2004 contre l'Espagne                | le 14 novembre 2008 contre l'Écosse A             | 12     | 10     |
| Lexo Gugava (en)         | 143 | le 22 février 2004 contre l'Espagne                | le 23 juin 2012 contre le Canada                  | 25     | 25     |
| Rezo Belkania            | 144 | le 22 février 2004 contre l'Espagne                | le 22 juin 2013 contre l'Argentine                | 17     | 10     |
| Levan Datunashvili       | 145 | le 22 février 2004 contre l'Espagne                | le 7 octobre 2015 contre la Namibie               | 75     | 15     |
| Lasha Pirpilahvili       | 146 | le 6 mars 2004 contre la Russie                    | le 12 juin 2005 contre la République Tchèque      | 8      | 0      |
| Giorgi Shkinin           | 147 | le 20 mars 2004 contre la République Tchèque       | le 8 février 2014 contre le Portugal              | 38     | 30     |
| Davit Jgenti             | 148 | le 20 mars 2004 contre la République Tchèque       | le 27 mars 2004 contre la Roumanie                | 2      | 0      |
| Denis Pinchukovi         | 149 | le 20 mars 2004 contre la République Tchèque       | le 20 mars 2004 contre la République Tchèque      | 1      | 0      |
| Roin Chikvaidze          | 150 | le 30 octobre 2004 contre l'Uruguay                | le 6 novembre 2004 contre le Chili                | 2      | 0      |
| Zviad Koberidze          | 151 | le 30 octobre 2004 contre l'Uruguay                | le 30 octobre 2004 contre l'Uruguay               | 1      | 0      |
| Irakli Ninidze           | 152 | le 30 octobre 2004 contre l'Uruguay                | le 6 novembre 2004 contre le Chili                | 2      | 0      |
| Davit Zirakashvili       | 153 | le 30 octobre 2004 contre l'Uruguay                | le 7 octobre 2015 contre la Namibie               | 53     | 40     |
| Giorgi Jgenti            | 154 | le 30 octobre 2004 contre l'Uruguay                | le 12 mars 2011 contre la Roumanie                | 11     | 0      |
| Archil Kopaleishvili     | 155 | le 30 octobre 2004 contre l'Uruguay                | le 30 octobre 2004 contre l'Uruguay               | 1      | 0      |
| Giorgi Sanikidze         | 156 | le 30 octobre 2004 contre l'Uruguay                | le novembre 2004 contre le Chili                  | 2      | 0      |
| Akaki Sanadze            | 157 | le 6 novembre 2004 contre le Chili                 | le 6 novembre 2004 contre le Chili                | 1      | 0      |
| Beka Sardanashvili       | 158 | le 6 novembre 2004 contre le Chili                 | le 6 novembre 2004 contre le Chili                | 1      | 0      |
| Zaza Valishvili          | 159 | le 6 novembre 2004 contre le Chili                 | le 6 novembre 2004 contre le Chili                | 1      | 0      |
| Georgi Katcharava        | 160 | le 26 février 2005 contre l'Ukraine                | le 29 mars 2008 contre la République Tchèque      | 7      | 0      |
| Luka Khachirashvili      | 161 | le 26 février 2005 contre l'Ukraine                | le 26 février 2005 contre l'Ukraine               | 1      | 0      |
| Temur Sokhadze           | 162 | le 12 juin 2005 contre la République Tchèque       | le 21 juin 2009 contre les États-Unis             | 11     | 2      |
| Davit Jhamutashvili      | 163 | le 12 novembre 2005 contre le Chili                | le 12 novembre 2005 contre le Chili               | 1      | 0      |
| Giorgi Nemsadze          | 164 | le 12 novembre 2005 contre le Chili                | le 11 octobre 2019 contre l'Australie             | 95     | 75     |
| Irakli Chkhivadze        | 165 | le 12 novembre 2005 contre le Chili                | le 25 février 2012 contre le Portugal             | 27     | 25     |
| Shalva Sutiashvili       | 166 | le 12 novembre 2005 contre le Chili                | le 7 mars 2020 contre le Portugal                 | 82     | 10     |
| Revaz Gigauri            | 167 | le 29 avril 2006 contre l'Ukraine                  | le 21 juin 2015 contre Emerging Ireland (en)      | 39     | 10     |
| Davit Kacharava          | 168 | le 29 avril 2006 contre l'Ukraine                  | le 7 mars 2020 contre le Portugal                 | 122    | 125    |
| Iuri Natriashvili        | 169 | le 29 avril 2006 contre l'Ukraine                  | le 21 mars 2015 contre la Roumanie                | 40     | 20     |
| Davit Gurgenidze         | 170 | le 17 mars 2007 contre l'Espagne                   | le 16 juin 2007 contre l'Italie A                 | 2      | 0      |
| Vakhtang Akhvlediani     | 171 | le 7 avril 2007 contre la République Tchèque       | le 7 avril 2007 contre la République Tchèque      | 1      | 0      |
| Irakli Chkonia           | 172 | le 10 juin 2007 contre l'Afrique du Sud A          | le 16 juin 2007 contre l'Italie A                 | 2      | 0      |
| Elizbar Kuparadze        | 173 | le 10 juin 2007 contre l'Afrique du Sud A          | le 22 juin 2014 contre l'Italie A                 | 3      | 0      |
| Dimitri Basilaia         | 174 | le 2 février 2008 contre le Portugal               | le 15 février 2015 contre le Portugal             | 38     | 25     |
| Irakli Kiasashvili       | 175 | le 2 février 2008 contre le Portugal               | le 18 juin 2014 contre les Jaguars Argentins      | 15     | 29     |
| Davit Kubriashvili       | 176 | le 2 février 2008 contre le Portugal               | le 17 novembre 2018 contre les Samoa              | 47     | 5      |
| Lasha Malaguradze        | 177 | le 2 février 2008 contre le Portugal               | le 5 février 2023 contre l'Allemagne              | 100    | 187    |
| Anton Peikrishvili       | 178 | le 2 février 2008 contre le Portugal               | le 10 mars 2018 contre la Russie                  | 26     | 35     |
| Shota Melikidze          | 179 | le 29 février 2008 contre la République Tchèque    | le 20 juin 2008 contre l'Italie A                 | 4      | 0      |
| Sandro Todua             | 180 | le 29 février 2008 contre la République Tchèque    | le 19 juillet 2025 contre l'Afrique du Sud        | 122    | 100    |
| Davit Chichua            | 181 | le 29 février 2008 contre la République Tchèque    | le 29 février 2008 contre la République Tchèque   | 1      | 0      |
| Simon Maisuradze         | 182 | le 29 février 2008 contre la République Tchèque    | le 2 octobre 2015 contre la Nouvelle-Zélande      | 33     | 0      |
| Giorgi Mtchedlishvili    | 183 | le 29 février 2008 contre la République Tchèque    | le 18 juin 2014 contre les Jaguars Argentins      | 3      | 0      |
| Sandro Nijaradze         | 184 | le 29 février 2008 contre la République Tchèque    | le 29 février 2008 contre la République Tchèque   | 1      | 0      |
| Bachuki Gujaraidze       | 185 | le 11 juin 2008 contre l'Afrique du Sud A          | le 9 juin 2012 contre l'Ukraine                   | 2      | 0      |
| Jaba Bregvadze           | 186 | le 11 juin 2008 contre l'Afrique du Sud A          | le 16 juillet 2022 contre le Portugal             | 70     | 30     |
| Tornike Dzagnidze        | 187 | le 11 juin 2008 contre l'Afrique du Sud A          | le 11 juin 2008 contre l'Afrique du Sud A         | 1      | 0      |
| Lasha Khmaladze          | 188 | le 11 juin 2008 contre l'Afrique du Sud A          | le 7 octobre 2023 contre le pays de Galles        | 97     | 53     |
| Giorgi Khositashvili     | 189 | le 11 juin 2008 contre l'Afrique du Sud A          | le 20 juin 2008 contre l'Italie A                 | 3      | 0      |
| Karlen Asieshvili (en)   | 190 | le 20 juin 2008 contre l'Italie A                  | le 31 août 2019 contre l'Écosse                   | 35     | 30     |
| Viktor Kolelishvili      | 191 | le 20 juin 2008 contre l'Italie A                  | le 23 juin 2018 contre le Japon                   | 50     | 20     |
| Giorgi Rokhvadze         | 192 | le 20 juin 2008 contre l'Italie A                  | le 22 juin 2014 contre l'Italie A                 | 10     | 0      |
| Beka Tsiklauri           | 193 | le 20 juin 2008 contre l'Italie A                  | le 17 février 2018 contre l'Allemagne             | 29     | 124    |
| Guram Kavtidze           | 194 | le 14 novembre 2008 contre l'Écosse A              | le 22 juin 2014 contre l'Italie A                 | 3      | 0      |
| Vasil Kakovin            | 195 | le 14 novembre 2008 contre l'Écosse A              | le 12 novembre 2016 contre le Japon               | 25     | 5      |
| Zero Petrashchvili       | 196 | le 6 juin 2009 contre le Canada                    | le 6 juin 2009 contre le Canada                   | 1      | 0      |
| Giorgi Lomsadze          | 197 | le 21 juin 2009 contre les États-Unis              | le 21 juin 2009 contre les États-Unis             | 1      | 0      |
| Lasha Tavartkiladze      | 198 | le 20 novembre 2009 contre l'Italie A              | le 11 février 2012 contre l'Espagne               | 9      | 5      |
| Beka Sheklashvili        | 199 | le 11 juin 2010 contre l'Écosse A                  | le 11 février 2012 contre l'Espagne               | 5      | 0      |
| Giga Korkelia            | 200 | le 11 juin 2010 contre l'Écosse A                  | le 15 juin 2010 contre l'Italie A                 | 2      | 0      |

## 201 à 300
| Nom                          | No  | Première sélection                                         | Dernière sélection                                     | Matchs | Points |
| ---------------------------- | --- | ---------------------------------------------------------- | ------------------------------------------------------ | ------ | ------ |
| Konstantin Mikautadze        | 201 | le 11 juin 2010 contre l'Écosse A                          | le 7 octobre 2023 contre le pays de Galles             | 88     | 15     |
| Mamuka Ninidze               | 202 | le 11 juin 2010 contre l'Écosse A                          | le 21 juin 2015 contre l'Emerging Ireland              | 3      | 0      |
| Shota Sakvarelidze           | 203 | le 11 juin 2010 contre l'Écosse A                          | le 15 juin 2010 contre l'Italie A                      | 2      | 0      |
| Vakhtang Maisuradze          | 204 | le 5 février 2011 contre l'Ukraine                         | le 13 février 2016 contre le Portugal                  | 25     | 15     |
| Beka Urjukashvili            | 205 | le 5 février 2011 contre l'Ukraine                         | le 19 juin 2011 contre la Namibie                      | 7      | 19     |
| Givi Berishvili (en)         | 206 | le 11 juin 2011 contre les Kings d'Afrique du Sud          | le 22 juin 2014 contre l'Italie A                      | 18     | 0      |
| Giorgi Jimsheladze           | 207 | le 11 juin 2011 contre les Kings d'Afrique du Sud          | le 11 juin 2011 contre les Kings d'Afrique du Sud      | 1      | 0      |
| Shalva Mamukashvili          | 208 | le 11 juin 2011 contre les Kings d'Afrique du Sud          | le 7 octobre 2023 contre le pays de Galles             | 103    | 75     |
| Giorgi Begadze               | 209 | le 15 juin 2011 contre les Jaguars Argentins               | le 7 mars 2020 contre le Portugal                      | 67     | 5      |
| Mikheil Nariashvili          | 210 | le 11 février 2012 contre l'Espagne                        | le 30 septembre 2023 contre les Fidji                  | 75     | 5      |
| Merab Sharikadze             | 211 | le 11 février 2012 contre l'Espagne                        | le 17 mars 2024 contre le Portugal                     | 104    | 95     |
| Levan Chilachava             | 212 | le 11 février 2012 contre l'Espagne                        | le 7 mars 2020 contre le Portugal                      | 54     | 50     |
| Giorgi Kalmakhelidze         | 213 | le 11 février 2012 contre l'Espagne                        | le 9 juin 2012 contre l'Ukraine                        | 2      | 0      |
| Irakli Mirtskhulava (en)     | 214 | le 9 juin 2012 contre l'Ukraine                            | le 23 juin 2018 contre le Japon                        | 14     | 0      |
| Giorgi Tkhilaishvili         | 215 | le 9 juin 2012 contre l'Ukraine                            | le 20 mars 2021 contre la Russie                       | 63     | 50     |
| Beka Bitsadze (en)           | 216 | le 9 juin 2012 contre l'Ukraine                            | le 24 novembre 2018 contre les Tonga                   | 29     | 10     |
| Tamaz Mchedlidze             | 217 | le 2 février 2013 contre la Belgique                       | le 31 mai 2018 contre la Russie                        | 61     | 35     |
| Vazha Khutsishvili (en)      | 218 | le 23 février 2013 contre la Russie                        | le 31 mai 2018 contre les Barbarians français          | 24     | 0      |
| Lasha Lomidze                | 219 | le 23 février 2013 contre la Russie                        | le 29 septembre 2019 contre l'Uruguay                  | 47     | 20     |
| Zurab Zhvania                | 220 | le 9 mars 2013 contre l'Espagne                            | le 7 février 2021 contre la Russie                     | 41     | 55     |
| Giorgi Tetrashvili           | 221 | le 7 juin 2013 contre l'Emerging Ireland                   | le 19 juillet 2025 contre l'Afrique du Sud             | 14     | 0      |
| Zurab Dzneladze              | 222 | le 16 juin 2013 contre le XV du Président d'Afrique du Sud | le 22 février 2020 contre la Belgique                  | 11     | 15     |
| Revaz Jinchvelashvili (en)   | 223 | le 16 juin 2013 contre le XV du Président d'Afrique du Sud | le 31 mai 2018 contre les Barbarians français          | 8      | 0      |
| Muraz Giorgadze              | 224 | le 14 juin 2014 contre l'Espagne                           | le 12 mars 2016 contre la Russie                       | 10     | 10     |
| Giorgi Aptsiauri             | 225 | le 23 novembre 2014 contre le Japon                        | le 2 mars 2019 contre la Belgique                      | 25     | 0      |
| Alex Khutsishvili            | 226 | le 7 février 2015 contre l'Allemagne                       | le 21 juin 2015 contre l'Emerging Ireland              | 5      | 5      |
| Vasil Lobzhanidze            | 227 | le 7 février 2015 contre l'Allemagne                       | le 19 juillet 2025 contre l'Afrique du Sud             | 96     | 98     |
| Nikoloz Khatiashvili (en)    | 228 | le 13 juin 2015 contre l'Uruguay                           | le 3 juillet 2022 contre l'Argentine XV                | 9      | 0      |
| Giorgi Pruidze (en)          | 229 | le 13 juin 2015 contre l'Uruguay                           | le 17 février 2018 contre l'Allemagne                  | 15     | 15     |
| Saba Shubitidze              | 230 | le 13 juin 2015 contre l'Uruguay                           | le 9 juin 2018 contre les Tonga                        | 12     | 0      |
| Archil Bezhiashvili          | 231 | le 13 juin 2015 contre l'Uruguay                           | le 17 juin 2015 contre l'Italie A                      | 2      | 0      |
| Beka Gorgadze                | 232 | le 13 juin 2015 contre l'Uruguay                           | le 16 mars 2025 contre l'Espagne                       | 50     | 60     |
| Giorgi Talakhadze (en)       | 233 | le 13 juin 2015 contre l'Uruguay                           | le 17 juin 2015 contre l'Italie A                      | 2      | 0      |
| Giorgi Tedoradze             | 234 | le 13 juin 2015 contre l'Uruguay                           | le 13 juin 2015 contre l'Uruguay                       | 1      | 0      |
| Otar Giorgadze               | 235 | le 17 juin 2015 contre l'Italie A                          | le 17 février 2024 contre l'Espagne                    | 42     | 45     |
| Irakli Svanidze (en)         | 236 | le 21 juin 2015 contre l'Emerging Ireland                  | le 19 mars 2017 contre la Roumanie                     | 3      | 0      |
| Giorgi Melikidze             | 237 | le 6 février 2016 contre l'Allemagne                       | le 14 novembre 2021 contre la France                   | 30     | 15     |
| Nodar Cheishvili             | 238 | le 27 février 2016 contre l'Espagne                        | le 17 février 2024 contre l'Espagne                    | 54     | 5      |
| Anzor Sitchinava (en)        | 239 | le 12 novembre 2016 contre le Japon                        | le 23 juin 2018 contre le Japon                        | 9      | 10     |
| Giorgi Koshadze (en)         | 240 | le 19 novembre 2016 contre les Samoa                       | le 10 novembre 2018 contre l'Italie                    | 11     | 22     |
| Badri Alkhazashvili (en)     | 241 | le 19 novembre 2016 contre les Samoa                       | le 18 mars 2018 contre la Roumanie                     | 9      | 0      |
| Soso Bekoshvili              | 242 | le 11 février 2017 contre la Belgique                      | le 25 novembre 2017 contre les États-Unis              | 11     | 0      |
| Giorgi Chkoidze              | 243 | le 11 février 2017 contre la Belgique                      | le 12 août 2023 contre la Roumanie                     | 31     | 40     |
| Tornike Mataradze (en)       | 244 | le 11 février 2017 contre la Belgique                      | le 10 mars 2019 contre l'Allemagne                     | 8      | 0      |
| Giorgi Tsutskiridze          | 245 | le 11 février 2017 contre la Belgique                      | le 16 février 2025 contre l'Espagne                    | 42     | 30     |
| Gela Aprasidze               | 246 | le 19 février 2017 contre l'Allemagne                      | le 16 mars 2025 contre l'Espagne                       | 60     | 50     |
| Giorgi Mtchedlishvili        | 247 | le 19 février 2017 contre l'Allemagne                      | le 19 février 2017 contre l'Allemagne                  | 1      | 0      |
| Lasha Tabidze                | 248 | le 19 février 2017 contre l'Allemagne                      | le 22 février 2020 contre la Belgique                  | 5      | 0      |
| Soso Matiashvili             | 249 | le 4 mars 2017 contre l'Esppagne                           | le 20 mars 2021 contre la Russie                       | 32     | 159    |
| Badri Liparteliani (en)      | 250 | le 4 mars 2017 contre l'Espagne                            | le 4 mars 2017 contre l'Espagne                        | 1      | 0      |
| Mirian Modebadze             | 251 | le 13 novembre 2017 contre le Canada                       | le 2 mars 2024 contre la Roumanie                      | 31     | 55     |
| Giorgi Kveseladze            | 252 | le 13 novembre 2017 contre le Canada                       | le 19 juillet 2025 contre l'Afrique du Sud             | 71     | 50     |
| Mikheil Gachechiladze        | 253 | le 10 février 2018 contre la Belgique                      | le 7 octobre 2023 contre le pays de Galles             | 23     | 25     |
| Guram Shengelia (en)         | 254 | le 10 février 2018 contre la Belgique                      | le 31 mai 2018 contre les Barbarians français          | 2      | 0      |
| Tedo Abzhandadze             | 255 | le 17 novembre 2018 contre les Samoa                       | le 19 juillet 2025 contre l'Afrique du Sud             | 56     | 344    |
| Beka Gigashvili              | 256 | le 17 novembre 2018 contre les Samoa                       | le 19 juillet 2025 contre l'Afrique du Sud             | 45     | 20     |
| Guram Gogichashvili          | 257 | le 17 novembre 2018 contre les Samoa                       | le 7 octobre 2023 contre le pays de Galles             | 42     | 10     |
| Davit Gigauri                | 258 | le 9 février 2019 contre la Roumanie                       | le 2 juillet 2021 contre l'Afrique du Sud              | 12     | 5      |
| Beka Saghinadze              | 259 | le 9 février 2019 contre la Roumanie                       | le 19 juillet 2025 contre l'Afrique du Sud             | 50     | 20     |
| Vano Karkadze                | 260 | le 9 février 2019 contre la Roumanie                       | le 19 juillet 2025 contre l'Afrique du Sud             | 25     | 50     |
| Giorgi Javakhia              | 261 | le 17 février 2019 contre l'Espagne                        | le 5 juillet 2025 contre l'Irlande                     | 21     | 15     |
| Grigor Kerdikoshvili         | 262 | le 17 février 2019 contre l'Espagne                        | le 2 mars 2024 contre la Roumanie                      | 12     | 10     |
| Akaki Tabutsadze             | 263 | le 9 février 2020 contre l'Espagne                         | le 19 juillet 2025 contre l'Afrique du Sud             | 53     | 250    |
| Lasha Jaiani                 | 264 | le 22 février 2020 contre la Belgique                      | le 10 novembre 2024 contre la Nouvelle-Zélande XV (en) | 23     | 0      |
| Demur Tapladze               | 265 | le 22 février 2020 contre la Belgique                      | le 19 juillet 2025 contre l'Afrique du Sud             | 44     | 20     |
| Tornike Jalagonia            | 266 | le 7 mars 2020 contre le Portugal                          | le 19 juillet 2025 contre l'Afrique du Sud             | 42     | 30     |
| Lasha Lomidze (en)           | 267 | le 7 mars 2020 contre le Portugal                          | le 5 février 2023 contre l'Allemagne                   | 2      | 0      |
| Lekso Kaulashvili            | 268 | le 23 octobre 2020 contre l'Écosse                         | le 29 novembre 2020 contre l'Irlande                   | 4      | 0      |
| Sandro Svanidze              | 269 | le 14 novembre 2020 contre l'Angleterre                    | le 14 novembre 2020 contre l'Angleterre                | 1      | 0      |
| Mikheil Alania               | 270 | le 29 novembre 2020 contre l'Irlande                       | le 1er février 2025 contre la Suisse                   | 16     | 20     |
| Davit Niniashvili            | 271 | le 29 novembre 2020 contre l'Irlande                       | le 19 juillet 2025 contre l'Afrique du Sud             | 42     | 109    |
| Giorgi Nutsubidze            | 272 | le 7 février 2021 contre la Russie                         | le 7 février 2021 contre la Russie                     | 1      | 0      |
| Gia Kharaishvili             | 273 | le 6 mars 2021 contre le Portugal                          | le 20 mars 2022 contre l'Espagne                       | 6      | 0      |
| Irakli Tskhadadze            | 274 | le 6 mars 2021 contre le Portugal                          | le 2 juillet 2021 contre l'Afrique du Sud              | 5      | 0      |
| Giorgi Babunashvili          | 275 | le 20 mars 2021 contre la Russie                           | le 2 juillet 2021 contre l'Afrique du Sud              | 4      | 9      |
| Ilia Spanderashvili (en)     | 276 | le 26 juin 2021 contre les Pays-Bas                        | le 19 juillet 2025 contre l'Afrique du Sud             | 14     | 20     |
| Luka Japaridze               | 277 | le 2 juillet 2021 contre l'Afrique du Sud                  | le 16 mars 2025 contre l'Espagne                       | 14     | 15     |
| Sandro Mamamtavrishvili (en) | 278 | le 6 février 2022 contre le Portugal                       | le 19 juillet 2025 contre l'Afrique du Sud             | 8      | 0      |
| Luka Nioradze                | 279 | le 6 février 2022 contre le Portugal                       | le 24 novembre 2024 contre les Tonga                   | 9      | 0      |
| Davit Meskhi                 | 280 | le 6 février 2022 contre le Portugal                       | le 12 février 2022 contre les Pays-Bas                 | 2      | 0      |
| Nikoloz Aptsiauri (en)       | 281 | le 6 février 2022 contre le Portugal                       | le 6 février 2022 contre le Portugal                   | 1      | 0      |
| Tornike Kakhoidze            | 282 | le 12 février 2022 contre les Pays-Bas                     | le 19 juillet 2025 contre l'Afrique du Sud             | 16     | 15     |
| Luka Ivanishvili (en)        | 283 | le 12 mars 2022 contre la Roumanie                         | le 19 juillet 2025 contre l'Afrique du Sud             | 24     | 20     |
| Guram Papidze                | 284 | le 3 juillet 2022 contre l'Argentine XV                    | le 23 septembre 2023 contre le Portugal                | 14     | 10     |
| Nika Abuladze                | 285 | le 10 juillet 2022 contre l'Italie                         | le 16 mars 2025 contre l'Espagne                       | 21     | 5      |
| Lado Chachanidze             | 286 | le 10 juillet 2022 contre l'Italie                         | le 19 juillet 2025 contre l'Afrique du Sud             | 27     | 5      |
| Mikheil Babunashvili (en)    | 287 | le 16 juillet 2022 contre le Portugal                      | le 19 juillet 2025 contre l'Afrique du Sud             | 20     | 20     |
| Beka Shvangiradze            | 288 | le 16 juillet 2022 contre le Portugal                      | le 2 mars 2025 contre la Roumanie                      | 6      | 5      |
| Vakhtang Abdaladze           | 289 | le 6 novembre 2022 contre l'Uruguay                        | le 11 février 2023 contre les Pays-Bas                 | 3      | 0      |
| Tengiz Peranidze (en)        | 290 | le 6 novembre 2022 contre l'Uruguay                        | le 10 novembre 2024 contre la Nouvelle-Zélande XV      | 4      | 5      |
| Luka Matkava                 | 291 | le 6 novembre 2022 contre l'Uruguay                        | le 19 juillet 2025 contre l'Afrique du Sud             | 30     | 203    |
| Aleksandre Kuntelia          | 292 | le 12 novembre 2022 contre les Samoa                       | le 10 novembre 2024 contre la Nouvelle-Zélande XV      | 7      | 5      |
| Otar Lashkhi (en)            | 293 | le 5 février 2023 contre l'Allemagne                       | le 12 août 2023 contre la Roumanie                     | 2      | 5      |
| Sergo Abramishvili           | 294 | le 5 février 2023 contre l'Allemagne                       | le 18 février 2023 contre l'Espagne                    | 3      | 0      |
| Tengiz Zamtaradze (en)       | 295 | le 5 février 2023 contre l'Allemagne                       | le 30 septembre 2023 contre les Fidji                  | 7      | 5      |
| Irakli Aptsiauri             | 296 | le 30 septembre 2023 contre les Fidji                      | le 19 juillet 2025 contre l'Afrique du Sud             | 20     | 0      |
| Giorgi Akhaladze             | 297 | le 4 février 2024 contre l'Allemagne                       | le 19 juillet 2025 contre l'Afrique du Sud             | 14     | 5      |
| Luka Tsirekidze              | 298 | le 4 février 2024 contre l'Allemagne                       | le 16 mars 2025 contre l'Espagne                       | 3      | 0      |
| Giorgi Kartvelishvili        | 299 | le 4 février 2024 contre l'Allemagne                       | le 4 février 2024 contre l'Allemagne                   | 1      | 0      |
| Giorgi Mamaiashvili          | 300 | le 4 février 2024 contre l'Allemagne                       | le 16 février 2025 contre l'Espagne                    | 9      | 5      |

## 301 à 400
| Nom                 | No  | Première sélection                         | Dernière sélection                         | Matchs | Points |
| ------------------- | --- | ------------------------------------------ | ------------------------------------------ | ------ | ------ |
| Davit Khuroshvili   | 301 | le 4 février 2024 contre l'Allemagne       | le 4 février 2024 contre l'Allemagne       | 1      | 0      |
| Guram Ganiashvili   | 302 | le 10 février 2024 contre les Pays-Bas     | le 16 mars 2025 contre l'Espagne           | 3      | 0      |
| Luka Petriashvili   | 303 | le 5 juillet 2024 contre les Fidji         | le 20 juillet 2024 contre l'Australie      | 2      | 0      |
| Luka Goginava       | 304 | le 13 juillet 2024 contre le Japon         | le 8 février 2025 contre les Pays-Bas      | 4      | 0      |
| Giorgi Dzmanashvili | 305 | le 13 juillet 2024 contre le Japon         | le 13 juillet 2024 contre le Japon         | 1      | 0      |
| Ioane Iashagashvili | 306 | le 20 juillet 2024 contre l'Australie      | le 20 juillet 2024 contre l'Australie      | 1      | 0      |
| Georges Shvelidze   | 307 | le 24 novembre 2024 contre les Tonga       | le 16 mars 2025 contre l'Espagne           | 3      | 0      |
| Shalva Aptsiauri    | 308 | le 1er février 2025 contre la Suisse       | le 16 février 2025 contre l'Espagne        | 2      | 10     |
| Irakli Kvatadze     | 309 | le 1er février 2025 contre la Suisse       | le 19 juillet 2025 contre l'Afrique du Sud | 7      | 5      |
| Dachi Papunashvili  | 310 | le 1er février 2025 contre la Suisse       | le 16 mars 2025 contre l'Espagne           | 5      | 12     |
| Giorgi Khaindrava   | 311 | le 1er février 2025 contre la Suisse       | le 8 février 2025 contre les Pays-Bas      | 2      | 5      |
| Bachuki Tchumbadze  | 312 | le 8 février 2025 contre les Pays-Bas      | le 8 février 2025 contre les Pays-Bas      | 1      | 0      |
| Demur Epremidze     | 313 | le 19 juillet 2025 contre l'Afrique du Sud | le 19 juillet 2025 contre l'Afrique du Sud | 1      | 0      |